# 紀之國屋
紀之國屋（日语：／、英文:Kinokuniya）是以東京都為據點的高級連鎖超市。由東日本旅客鐵道（JR東日本）完全子公司株式會社紀之國屋營運。

## 概要
紀之國屋最早可追溯至1910年（明治43年）創立的蔬果店。
1953年（昭和28年），於東京青山開設日本第一間食品超市。無論是空運起司、設置果汁自動販賣機、販售高級冰淇淋等皆是各時代的先驅。
2010年（平成22年）3月為止，共有三間公司營運：
- 株式會社紀之國屋（日语：。本社位於東京都港區北青山，擁有13間門市）
- 株式會社紀之國屋（日语：。本店位於東京都世田谷區等等力，擁有等等力店與1工廠）
- 株式会社紀之國屋食品中心（日语：。本社位於東京都三鷹市下連雀（日语：下連雀），擁有三鷹店等三間門市與1間工廠）

2010年4月1日，3社合併為（新）株式會社紀之國屋，為JR東日本完全子公司。JR東日本也計畫透過本身的車站大樓商場、站內商場擴展紀之國屋門市網路。
紀之國屋與經營書籍販售、出版的紀伊國屋書店無關。

## 沿革
- 1910年（明治43年） - 創立，當時為蔬果店。
- 1948年（昭和23年）1月 - 株式會社紀之國屋（本社位於東京都港區）成立。
- 1953年（昭和28年）11月 - 東京青山開設日本第一間超市（青山店）。
- 1973年（昭和48年）8月 - 株式會社紀之國屋食品中心成立。
- 1975年（昭和50年）8月 - 株式會社紀之国屋（本社位於東京都世田谷區）成立。
- 2003年（平成15年） - 因再開發，賣出International（青山店）土地。
- 2004年（平成16年）4月 - International（青山店）關閉，南青山開設臨時門市[6]。
- 2006年（平成18年）7月 - 株式會社紀之國屋與株式會社高島屋進行企業合作，研究進駐高島屋地下食品賣場[7]。
- 2008年（平成20年）11月 - International（青山店）在商業設施「Ao」（青山店舊址）地下一樓重新開幕[8]。
- 2010年（平成22年）4月 - 株式會社紀之國屋等3社合併，為JR東日本完全子公司[4]。

## 門市

### 紀之國屋

#### 日本
- International（青山店、東京都港區北青山3-11-7　AO大樓（日语：Ao (複合商業ビル)）B1F）- 登記上的本店所在地（本社）。
- 國立店（東京都國立市中（日语：中 (国立市)）1-16-1）
- 等等力店 （東京都世田谷區等等力7-18-1）
- 吉祥寺店（東京都武藏野市吉祥寺本町（日语：吉祥寺本町）3-7-3）
- 鎌倉店（神奈川縣鎌倉市御成町15-3）
- 新宿高島屋店（東京都澀谷區千駄谷5-24-2　高島屋新宿店地下1樓）

#### 海外
- 新加坡丹戎巴葛店
(华利世街5号国浩大厦#01-20，邮编078883)

### OMO KINOKUNIYA
- Echika表參道（日语：エチカ (商業施設)）店

### KINOKUNIYA entrée
- 惠比壽站店
- atré vie三鷹店
- ecute上野店
- LUSCA（日语：ラスカ）平塚店
- ecute立川店
- 羽田機場店
- LUMINE The Kitchen品川店

## 備註
1. ↑  JR東日本網站
2. ↑  .   [2014-10-26]. （原始内容存档于2014-10-26）. 株式会社紀ノ國屋 商談情報
3. ↑  研究報告書 これからの都市生活を考えていくための新世代コミュニティの研究PDF - 公益財団法人ハイライフ研究所 2011年3月 p17
4. 1 2   (PDF). 東日本旅客鐵道. 2010-01-26  [2010-01-26]. （原始内容存档 (PDF)于2010-02-14） （日语）.
5. ↑  . MSN産経ニュース (產經新聞). 2010-01-26  [2010-01-26]. （原始内容存档于2010-01-30）.
6. ↑  紀ノ国屋インター、仮店舗オープンは4月14日 （页面存档备份，存于） - シブヤ経済新聞 2004年03月24日
7. ↑  紀ノ國屋と髙島屋　包括的業務提携に基本合意PDF - 株式会社髙島屋・プレスリリース 2006年7月25日
8. ↑  紀ノ国屋インターナショナル、創業地での営業を4年ぶりに再開 （页面存档备份，存于） シブヤ経済新聞・2008年11月06日

## 外部連結
- 株式會社 紀之國屋 （页面存档备份，存于）
- 紀之國屋 線上商店 （页面存档备份，存于）
- 株式會社紀之國屋的Facebook專頁